# ۴۱۰ (پیش از میلاد)
۴۱۰ (پیش از میلاد) ۴۱۰مین سال قبل از تقویم میلادی است.